# Lathyrus multiceps
Lathyrus multiceps là một loài thực vật có hoa trong họ Đậu. Loài này được Clos miêu tả khoa học đầu tiên.